# Cophus caymani
Cophus caymani är en insektsart som beskrevs av Otte, D. och Perez-gelabert 2009. Cophus caymani ingår i släktet Cophus och familjen syrsor. Inga underarter finns listade i Catalogue of Life.